# Сенат США
Сена́т США (англ. The United States Senate) — верхняя палата Конгресса США.
Сенат США имеет исключительные полномочия утверждать назначения президента США, одобрять или отклонять договоры, а также осуждать или оправдывать дела об импичменте, возбужденные Палатой представителей. Сенат и Палата представителей обеспечивают систему сдержек и противовесов полномочий исполнительной, и судебной ветвей власти.
Состав и полномочия Сената устанавливаются статьёй 1 Конституции Соединенных Штатов. Сенат состоит из сенаторов, каждый из которых представляет один штат. Каждый штат в равной степени представлен двумя сенаторами, которые избираются на шестилетний срок. В настоящее время 100 сенаторов представляют 50 штатов. Вице-президент Соединенных Штатов является председателем и президентом Сената в силу этой должности, имеет право голоса только в том случае, если при голосовании сенаторы разделились поровну. В отсутствие вице-президента в Сенате председательствует временный президент, который традиционно является старшим членом партии большинства в Сенате. В начале 1920-х годов началась практика избирания партиями большинства и меньшинства своих лидеров. Законодательная и исполнительная деятельность Сената управляется, и планируется лидером большинства в Сенате, который иногда ведет переговоры по некоторым вопросам с лидером меньшинства в Сенате. Видной практикой в Сенате является обструкция по некоторым вопросам и ее решение — голосование по прекращению заседания.
Сенат США расположен в северном крыле здания Капитолия в Вашингтоне, округ Колумбия, столице страны.

## Порядок формирования
Сенат США состоит из 100 членов, по 2 сенатора от каждого штата (независимо от численности населения), избираемых сроком на 6 лет. Первоначально сенаторов избирали члены законодательных собраний штатов, но с 1913 года, после вступления в силу 17-й поправки к Конституции, выборы сенаторов стали прямыми.
Выборы в Сенат США проводятся одновременно с выборами в Палату представителей США, при этом каждые два года в порядке ротации переизбирается 1/3 состава сената, что обеспечивает сменяемость законодательной власти. Для этого сенаторы распределяются по «классам» (Classes of US Senators), которые пребывают в составе Сената США по 6 лет, избираясь на так называемых «регулярных выборах» поочерёдно. Например, на регулярных выборах в 2012 году избирался 1-й класс (33 сенатора), в 2014 — 2-й класс (тоже 33 сенатора), а в 2016 году — 3-й класс (34 сенатора).
В случае досрочного выбытия сенатора порядок досрочного заполнения освободившегося места определяется законодательствами соответствующего штата. В большинстве штатов губернатор имеет полномочия назначить преемника выбывшего сенатора. Затем назначаются досрочные «нерегулярные» выборы по соответствующему классу, которые проводятся вместе с ближайшими регулярными выборами сенаторов либо в более ранний срок. Однако на нерегулярных выборах новый сенатор избирается лишь на оставшуюся часть срока досрочно выбывшего, то есть его полномочия закончатся в день окончания полномочий всех других сенаторов его класса.
Сенаторы от каждого штата США в обязательном порядке находятся в составе 3 разных классов. И они переизбираются в своих округах на регулярных выборах соответственно через 2 и 4 года поочерёдно. При этом законодателем оговорён и случай приёма в состав США нового штата — 2 новых сенатора приписываются к классам так, чтобы разница в численности сенаторов разных классов не превышала одного человека. При необходимости класс определяется случайным образом, а именно подкидыванием монеты.
Сенатором США может быть лицо, достигшее 30-летнего возраста, являвшееся гражданином США как минимум предшествующие выборам 9 лет и являющееся жителем штата, который желает представлять. В первые годы существования Сената возрастной ценз несколько раз нарушался (но после 1818 года таких случаев не было). Джо Байден был избран в 1972 году сенатором в 29-летнем возрасте, но к моменту присяги ему исполнилось 30.

## Функции
Для принятия любого федерального закона требуется одобрение Сената. Конституция предусматривает несколько уникальных функций для Сената, которые формируют его способность «сдерживать и уравновешивать» полномочия других элементов федерального правительства. К ним относятся требование о том, что Сенат может консультировать и должен давать согласие на некоторые назначения президента в правительстве; также Сенат должен давать согласие на все договоры с иностранными правительствами; он рассматривает все импичменты и избирает вице-президента в случае, если ни один человек не получает большинства голосов выборщиков.

### Законодательство
Законопроекты могут быть представлены в любой из палат Конгресса. Однако в Конституции о указано, что «Все законопроекты о повышении доходов должны исходить из Палаты представителей».

Все законопроекты о повышении доходов исходят от Палаты представителей; однако Сенат может предлагать или одобрять поправки, как и по другим законопроектам.Оригинальный текст (англ.)All Bills for raising Revenue shall originate in the House of Representatives; but the Senate may propose or concur with Amendments as on other Bills.

В результате Сенат не имеет полномочий инициировать законопроекты, устанавливающие налоги. Кроме того, Палата представителей считает, что Сенат не имеет полномочий инициировать законопроекты об ассигнованиях или законопроекты, разрешающие расходование федеральных средств. Исторически Сенат оспаривал толкование, отстаиваемое Палатой. Однако, когда Сенат инициирует законопроект об ассигнованиях, Палата просто отказывается его рассматривать, тем самым улаживая спор на практике. Конституционное положение, запрещающее Сенату вносить законопроекты о доходах, основано на практике Парламента Соединенного Королевства, в котором финансовые законопроекты, одобренные Парламентом, исходили из Палаты общин в соответствии с конституционным соглашением.
Для того, чтобы любой законопроект, включая законопроект о доходах, стал законом, требуется одобрение обеих палат. Обе палаты должны принять одну и ту же версию законопроекта; если есть разногласия, они могут быть разрешены путем отправки поправок туда и обратно или с помощью согласительного комитета, в который входят члены обоих органов.

### Ратификация договоров
Сенат также играет определенную роль в ратификации договоров. Конституция предусматривает, что президент может «заключать договоры только при условии согласия двух третей присутствующих сенаторов», чтобы воспользоваться советом и согласием Сената и предоставить каждому штату равный голос в этом процессе. Однако не все международные соглашения считаются договорами в соответствии с внутренним законодательством США, даже если они считаются договорами в соответствии с международным правом. Конгресс принял законы, разрешающие президенту заключать исполнительные соглашения без действий Сената. Аналогичным образом президент может заключать соглашения между Конгрессом и исполнительной властью с одобрения простого большинства в каждой палате Конгресса, а не большинства в две трети в Сенате. Ни исполнительные соглашения, ни соглашения между Конгрессом и исполнительной властью не упоминаются в Конституции.

### Импичмент
Конституция уполномочивает Палату представителей привлекать к ответственности федеральных должностных лиц за «измену, взяточничество или другие тяжкие преступления и проступки» и уполномочивает Сенат проводить такие импичменты. Если судят действующего президента Соединенных Штатов, председательствует на судебном разбирательстве Председатель Верховного суда США. Во время судебного разбирательства по импичменту сенаторы по конституции обязаны присягнуть или сделать торжественное заявление. Для признания виновным требуется большинство в две трети голосов присутствующих сенаторов. Осужденный должностное лицо автоматически отстраняется от должности; кроме того, Сенат может постановить, что обвиняемому будет запрещено занимать должность. Дальнейшее наказание во время процедуры импичмента не допускается; однако сторона может столкнуться с уголовным наказанием в обычном суде.
Палата представителей привлекла к ответственности шестнадцать должностных лиц, из которых семь были осуждены (один ушел в отставку до того, как Сенат смог завершить судебное разбирательство). Только три президента были подвергнуты импичменту: Эндрю Джонсон в 1868 году, Билл Клинтон в 1998 году и Дональд Трамп в 2019 и 2021 годах. Судебные процессы над Джонсоном, Клинтоном и оба суда над Трампом завершились оправданием; в случае Джонсона Сенату не хватило одного голоса для большинства в две трети, необходимого для осуждения.

## Порядок работы

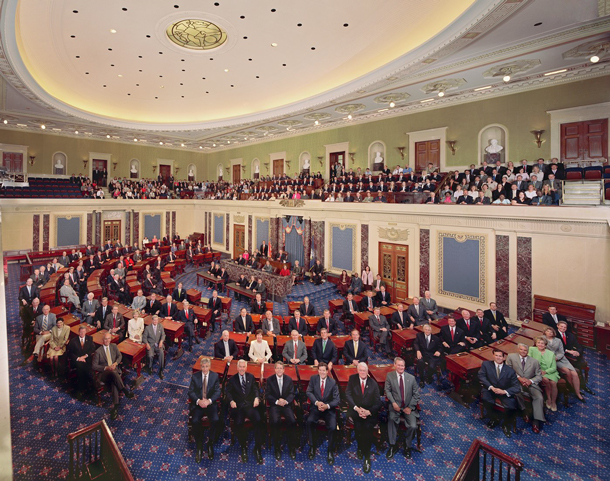
Зал заседаний Сената

Каждый сенатор имеет один голос, решение считается принятым, если за него проголосовало большинство. Вице-президент США является председателем Сената, однако участвовать в голосовании может лишь в тех случаях, когда голоса делятся поровну.
Только Сенат имеет исключительное право рассматривать все дела в порядке импичмента. Заседая с этой целью, сенаторы приносят присягу или дают торжественное обещание. Когда рассматривается дело президента США, на заседании председательствует председатель Верховного суда США; ни одно лицо не может быть осуждено без согласия двух третей (2/3) присутствующих сенаторов.
Сенат использует постоянные и временные комитеты (и их подкомитеты) для различных целей, в том числе рассмотрение законопроектов и надзор за исполнительной властью. На данный момент Сенат США имеет 16 постоянных комитетов.
Конгресс собирается не реже одного раза в год, и его сессии начинаются в полдень 3 января, если только законом Конгресс не назначит другой день. Сенат США заседает в здании вашингтонского Капитолия.
По конституции США высшим лицом в Сенате является вице-президент Соединённых Штатов, хоть обычно и не председательствующий в нём в силу своих других должностных обязанностей. Во время отсутствия вице-президента Временный президент Сената председательствует в Сенате или назначает другого сенатора для этих процедур.

## Нынешний состав

Состав Сената по штатам и партиям

Состав, действующего до конца 2026 года, Сената США в Конгрессе 119-го созыва (3 января 2025 — 3 января 2027) — 100 сенаторов от 50 штатов, из которых: 45 человек представляют Демократическую партию, 53 человека — Республиканскую партию, а 2 сенатора избирались как независимые, хотя входят в коалицию с Демократами. Текущий состав сената определился по итогам выборов, состоявшихся 5 ноября 2024 года, на которых переизбиралось 33 сенатора.

### Важные должности в Сенате США
| Должность                                     | Должность                                                                         | Имя              | Партия        | Штат              | В должности с |
| --------------------------------------------- | --------------------------------------------------------------------------------- | ---------------- | ------------- | ----------------- | ------------- |
|                                               | Президент (Вице-президент США)                                                    | Джей Ди Вэнс     | Республиканец | Огайо             | 2025          |
|                                               | Временный президент                                                               | Чарльз Грассли   | Республиканец | Айова             | 2025          |
|                                               | Лидер большинства в Сенате                                                        | Джон Тун         | Республиканец | Южная Дакота      | 2025          |
|                                               | Лидер меньшинства в Сенате                                                        | Чак Шумер        | Демократ      | Нью-Йорк          | 2025          |
|                                               | Заместитель лидера меньшинства в Сенате                                           | Дик Дурбин       | Демократ      | Иллинойс          | 2025          |
|                                               | Заместитель лидера большинства в Сенате                                           | Джон Баррассо    | Республиканец | Вайоминг          | 2025          |
| Председатель Республиканской фракции в Сенате | Том Коттон                                                                        | Республиканец    | Арканзас      | 2025              |               |
|                                               | Председатель Демократической фракции в Сенате (Совмещается с Лидером меньшинства) | Чак Шумер        | Демократ      | Нью-Йорк          | 2017          |
|                                               | Вице-председатель Республиканской фракции в Сенате                                | Джеймс Лэнкфорд  | Республиканец | Оклахома          | 2025          |
|                                               | Вице-председатель Демократической фракции в Сенате                                | Марк Уорнер      | Демократ      | Виргиния          | 2017          |
| Элизабет Уоррен                               | Вице-председатель Демократической фракции в Сенате                                | Массачусетс      | Демократ      |                   | 2017          |
|                                               | Секретарь Демократической фракции в Сенате                                        | Тэмми Болдуин    | Демократ      | Висконсин         | 2017          |
|                                               | Председатель Политического комитета Республиканцев в Сенате                       | Шелли Мур Капито | Республиканец | Западная Виргиния | 2025          |
|                                               | Председатель Политического комитета Демократов в Сенате                           | Эми Клобушар     | Демократ      | Миннесота         | 2025          |

## Античная аналогия
Существует мнение, что американская республика опиралась на наследие Античности. Отцы-основатели построили новую столицу страны как новый Рим, поставили свой парламент на Капитолийском холме и назвали его верхнюю палату сенатом. Авторы дебатов вокруг принятия Конституции использовали римские псевдонимы: статьи в ее поддержку, опубликованные в виде сборника под заголовком «Федералист», были подписаны именем Публий, а ее критики использовали имена Брута и Катона. Наличие в стране рабов только усиливало это отождествление.